# Paul-Gilbert Langevin
Paul-Gilbert Langevin (Boulogne-Billancourt, 5 luglio 1933 – Parigi, 4 luglio 1986) è stato un musicologo francese.

## Biografia
È figlio del fisico francese Paul Langevin (1872-1946) e di Eliane Montel (1898-1992), assistente nella facoltà di scienze dell'Università di Parigi.
Paul-Gilbert Langevin studia alla Scuola Superiore di Fisica e Chimica Industriale di Parigi, di cui suo padre era stato direttore dal 1925 al 1946. Poi completa la sua formazione scientifica  alla Sorbona e all'Università Pierre-et-Marie-Curie, con un diploma di studi superiori in chimica fisica sotto la direzione di René Freymann, che è diventato un suo amico. È amico anche del fisico Herbert Überall, che ha sostenuto la sua tesi sotto la direzione di Hans Bethe, e di sua moglie.
Ma è la musica classica che diventa presto la sua passione specialmente in seguito all'ascolto radiofonico delle sinfonie di Anton Bruckner durante la sua adolescenza e all'incontro con il giovane direttore d'orchestra Roberto Benzi. Dopo la sua formazione scientifica, decide di scrivere une tesi all'Università di Vincennes sulla musica austriaca del XIX secolo e in particolare su Anton Bruckner e il periodo che lui definisce etnoromanticismo.
Paul-Gilbert Langevin porta avanti la sua carriera di fisico in qualità di insegnante alla Sorbona e all'Università Pierre-et-Marie-Curie (creata negli anni 1960) e alla stesso tempo quella di musicologo. Incontra quelli che saranno i suoi colleghi storici: Harry Halbreich, Gustave Kars, Jacques Feschotte, Pierre Vidal, Marc Vignal, Jean-Luc Caron.
Diventa anche amico del direttore d'orchestra Eric-Paul Stekel, figlio del grande psicanalista Wilhelm Stekel, e di un altro direttore d'orchestra, Florian Hollard, figlio di Michel Hollard, esponente di spicco della resistenza. È amico d'infanzia di Luce Eekman, figlia del pittore Nicolas Eekman. È anche vicino al socialista Louis Mermaz, suo compagno di classe al liceo, e del socialista radicale Pierre Mendès-France.
Crea la Società francese Anton-Bruckner, scrive numerose opere sulla musica classica del XIX  secolo pubblicate nella Rivista musica o presso la casa editrice l'Âge d'Homme ed è anche attivo in veste di critico musicale in numerose riviste come Il Mondo della musica, diretta dalla sua collega Anne Rey.
Negli anni 1950, si appassiona alla musica del suo tempo e scrive libri, monografie e articoli su Anton Bruckner, Franz Schubert, Guillaume Lekeu, Albéric Magnard, Joseph-Guy Ropartz e Charles Koechlin ma si interessa anche alla musica di Hugo Wolf, Gustav Mahler, Arnold Schönberg, Franz Schmidt, Ferruccio Busoni, Leoš Janáček o Carl Nielsen.
Quando sua nipote Noémie Langevin sposa Yves Koechlin, figlio del compositore Charles Koechlin, va a trovarli regolarmente e ne approfitta per lavorare sull'opera del compositore, sul quale redige degli studi e dei cataloghi dettagliati.
Negli anni settanta sposa Anne-Marie Desbat. Ha due figli, Paul-Éric Langevin, diplomato in matematica e scienze del linguaggio, nato nel 1979, e Isabelle Langevin, chinesiterapeuta, nata nel 1983.
Colpito da un cancro al rene, muore il 4 luglio 1986.